# Kamuning (Tunjung Teja)
Kamuning is een bestuurslaag in het regentschap Serang van de provincie Banten, Indonesië. Kamuning telt 3154 inwoners (volkstelling 2010).